# Giải thưởng điện ảnh Hồng Kông lần thứ 26
Giải thưởng Điện ảnh Hồng Kông lần thứ 26 được tổ chức ngày 15 tháng 4 năm 2007 tại Trung tâm văn hóa Hồng Kông, Hồng Kông. Dẫn chương trình là các nghệ sĩ Tăng Bảo Nghi và Trương Gia Huy. Bộ phim thành công nhất trong lễ trao giải là Phụ tử.

## Danh sách các đề cử và giải thưởng
| Phim hay nhất                             | Phim hay nhất                | Phim hay nhất |
| Phim                                      | Tên tiếng Anh                |               |
| ----------------------------------------- | ---------------------------- | ------------- |
| Phụ tử (父子)                             | After This Our Exile         |               |
| Lưu vong (放‧逐)                          | Exiled                       |               |
| Xã hội đen 2 (黑社會以和為貴)             | Election 2                   |               |
| Hoàng Kim Giáp (滿城盡帶黃金甲)           | Curse Of The Golden Flower   |               |
| Hoắc Nguyên Giáp (霍元甲)                 | Fearless                     |               |
| Đạo diễn xuất sắc nhất                    |                              |               |
| Đạo diễn                                  | Phim                         |               |
| Đàm Gia Minh                              | Phụ tử                       |               |
| Đỗ Kỳ Phong                               | Lưu vong                     |               |
| Đỗ Kỳ Phong                               | Xã hội đen 2                 |               |
| Trương Nghệ Mưu                           | Hoàng Kim Giáp               |               |
| Trương Chi Lượng                          | Binh pháp Mặc công           |               |
| Kịch bản hay nhất                         |                              |               |
| Biên kịch                                 | Phim                         |               |
| Đàm Gia Minh Điền Khải Lương              | Phụ tử                       |               |
| Trương Ngải Gia Hồ Ân Huy Đặng Khiết Minh | Sinh nhật khoái lạc          |               |
| Nguyễn Thế Sinh Phương Tình La Diệu Huy   | Ngã yến thành danh           |               |
| Du Ái Hải Diệp Thiên Thành                | Xã hội đen 2                 |               |
| Trang Văn Cường Mạch Triệu Huy            | Thương thành                 |               |
| Nam diễn viên chính xuất sắc nhất         |                              |               |
| Diễn viên                                 | Phim                         |               |
| Lưu Thanh Vân                             | Ngã yến thành danh           |               |
| Quách Phú Thành                           | Phụ tử                       |               |
| Lương Triều Vỹ                            | Thương thành                 |               |
| Châu Nhuận Phát                           | Hoàng Kim Giáp               |               |
| Lý Liên Kiệt                              | Hoắc Nguyên Giáp             |               |
| Nữ diễn viên chính xuất sắc nhất          |                              |               |
| Diễn viên                                 | Phim                         |               |
| Củng Lợi                                  | Hoàng Kim Giáp               |               |
| Mao Thuấn Quân                            | Đại trượng phu 2             |               |
| Lưu Nhược Anh                             | Sinh nhật khoái lạc          |               |
| Lương Lạc Thi                             | Isabella                     |               |
| Lý Tâm Khiết                              | Quỷ vực                      |               |
| Nam diễn viên phụ xuất sắc nhất           |                              |               |
| Diễn viên                                 | Phim                         |               |
| Gouw Ian Iskandar                         | Phụ tử                       |               |
| Nhậm Đạt Hoa                              | Hắc xã hội dĩ hòa vi quý     |               |
| Trương Gia Huy                            | Hắc xã hội dĩ hòa vi quý     |               |
| Châu Kiệt Luân                            | Hoàng Kim Giáp               |               |
| Lưu Diệp                                  | Hoàng Kim Giáp               |               |
| Nữ diễn viên phụ xuất sắc nhất            |                              |               |
| Diễn viên                                 | Phim                         |               |
| Châu Tấn                                  | Dạ yến                       |               |
| Lâm Hy Lôi                                | Phụ tử                       |               |
| Lương Lạc Thi                             | Vọng tưởng                   |               |
| Dư An An                                  | Ngã yến thành danh           |               |
| Điền Nhị Ny                               | Sư nãi ngô dịch tố           |               |
| Diễn viên mới xuất sắc nhất               |                              |               |
| Diễn viên                                 | Phim                         |               |
| Gouw Ian Iskandar                         | Phụ tử                       |               |
| Hoắc Tư Yến                               | Ngã yến thành danh           |               |
| Bùi Duy Oánh                              | Cẩu giao cẩu                 |               |
| Tôn Lệ                                    | Hoắc Nguyên Giáp             |               |
| Matthew Medvedev                          | Bảo bối kế hoạch             |               |
| Chỉ đạo hành động xuất sắc nhất           |                              |               |
| Chỉ đạo                                   | Phim                         |               |
| Trình Tiểu Đông                           | Hoàng Kim Giáp               |               |
| Đổng Vĩ                                   | Mặc Công                     |               |
| Viên Hòa Bình                             | Hoắc Nguyên Giáp             |               |
| Chân Tử Đan                               | Long Hổ Môn                  |               |
| Thành Long Lý Trung Chí Thành Gia Ban     | Bảo bối kế hoạch             |               |
| Giải đặc biệt                             |                              |               |
| Nội dung                                  | Người nhận giải              |               |
| Giải Thành tựu trọn đời                   | Thiệu Dật Phu                |               |
| Giải Cống hiến                            | Văn Nhuận Linh               |               |
| Phim châu Á xuất sắc nhất                 |                              |               |
| Phim                                      | Đạo diễn - Quốc gia          |               |
| Thiên lý tẩu đan kị (千里走单骑)          | Trương Nghệ Mưu · Trung Quốc |               |
| I Not Stupid Too                          | Lương Trí Cường · Singapore  |               |
| Death Note (デスノート)                   | Kaneko Shūsuke · Nhật Bản    |               |
| Phong cuồng đích thạch đầu (瘋狂的石頭)   | Hạo Ninh · Trung Quốc        |               |
| Quái vật sông Hàn (괴물)                  | Bong Joon-ho · Hàn Quốc      |               |